# Резонаторна гітара
Резонаторна гітара, інакше резофонічна гітара — різновид гітари, що відрізняється від звичайної акустичної вбудованим металевим резонатором. Резонаторні гітари спочатку були розроблені так, щоб вони були гучнішими, ніж звичайні акустичні гітари, які погано було чути через духові та ударні інструменти в танцювальних оркестрах на початку XX століття.
Але згодом їх почали цінувати не стільки за гу́чність, скільки за свій особливий тембр. Резонаторні гітари знайшли своє місце в таких стилях музики як кантрі, блюз.

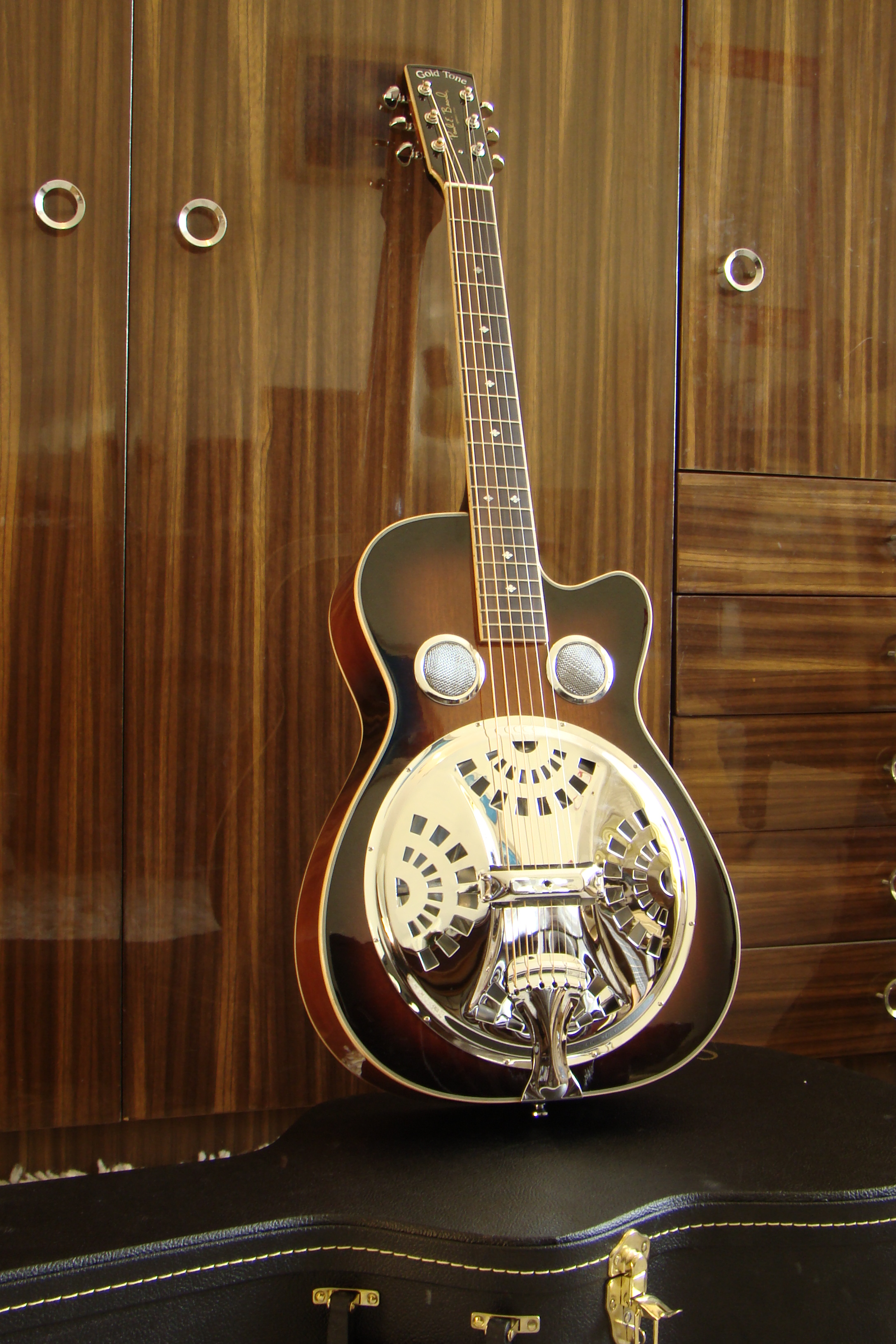
Гітара Добро з дерев'яним корпусом

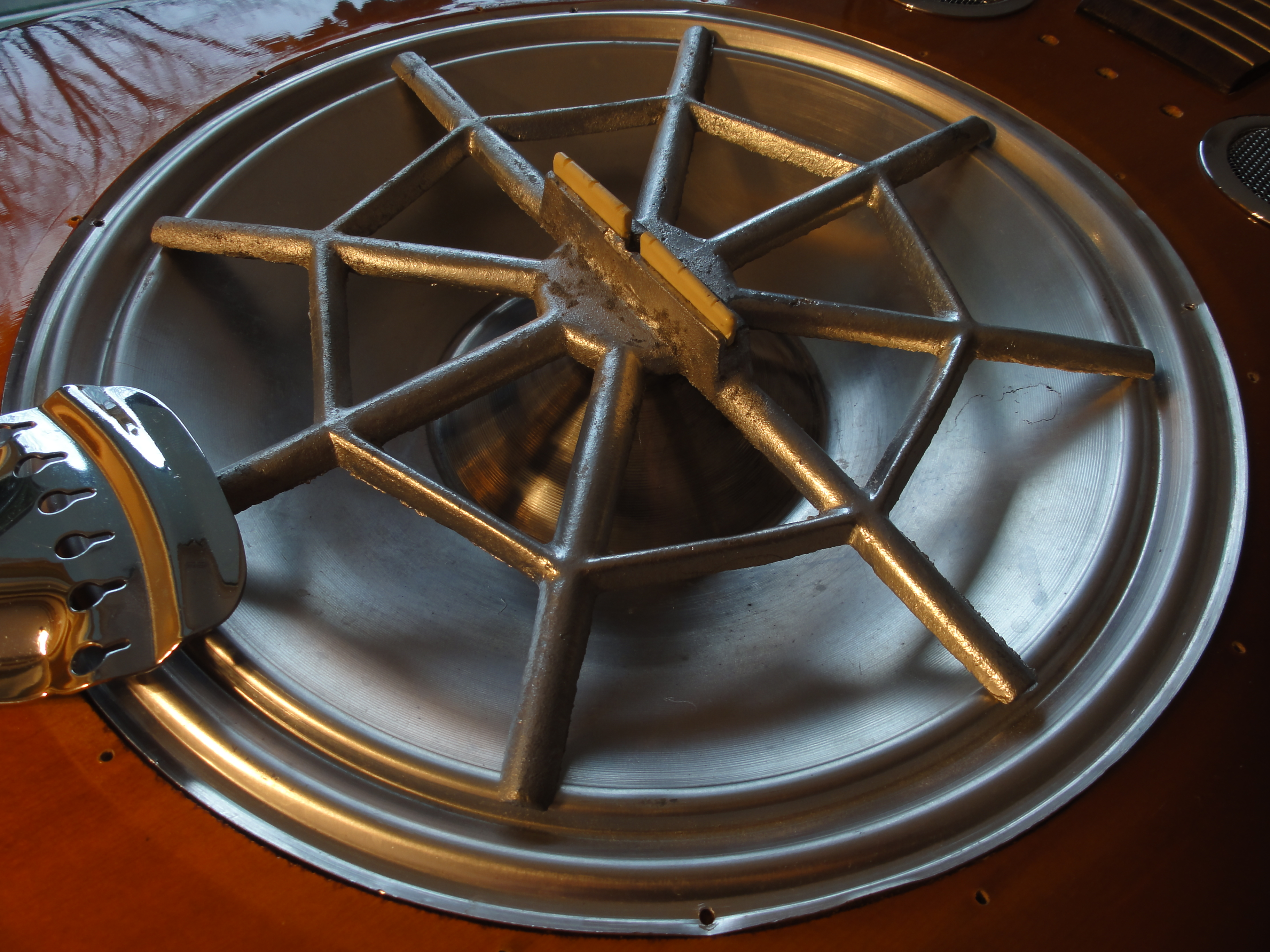
Резонатор у формі «павучий міст»

## Історія
Резонаторна гітара була сконструйована у США на початку XX століття вихідцями зі Словаччини братами Допера. Брати почали продавати свої гітари під назвою «добро». Назва гітар (та гітарного бренду) — злиття початкових букв прізвища братів та скорочення слова «брати» (англ. Do (pyera) + англ. bro (thers)). Не виключено, що це була й гра слів — dobro зі словацької означає «добре». Такі гітари можуть мати дерев'яні та металеві корпуси. Словосполучення «гітара До́бро» стало ім'ям прозивним для всіх резонаторних гітар, тому треба уточнювати, що мається наувазі — чи резонаторна гітара загалом, чи резонаторна гітара фабрики «Добро».

## Різновиди резонаторів у резонаторних гітарах
- З трьома металевими конусами, так званий «трикон» (англ. tricone).
- З одним конусом, так званий «бісквіт» (англ. biscuit).
- Одинарна конструкція з перевернутим конусом, так званий «павучий міст» (англ. spider bridge).

## Види резонаторних гітар
Резонаторні гітари є двох видів:
- Гітари з квадратним грифом, на яких грають як на наколінних сталевих гітарах.
- Гітари з круглим грифом, на яких грають у звичайному положенні слайдом.

## Відомі виробники
- Dobro,
- National,
- National Reso-Phonic.